# Memorial da Guerra das Coreias
O Memorial de Guerra da Coreia (em coreano: 전쟁기념관) é uma instituição pública, sem fins lucrativos que está localizado em Yongsan-dong, Yongsan-gu, Seul, Coreia do Sul. Inaugurado em 1994, num antigo local da sede do Ministério da Defesa, com o intuito de registrar um dos episódios de maior impacto na história militar recente da Península Coreana na atualidade. Foi construído com o objetivo de impedir uma nova eclosao guerra por meio de lições da Guerra da Coreia e para a esperada reunificação pacífica da Coreia do Norte e Coreia do Sul. O edifício memorial possui seis salas de exposições internas e um centro de exposições ao ar livre que exibe relíquias de guerra e equipamentos militares da República Popular da China, Coreia do Sul e Estados Unidos.

## História
O Memorial de Guerra foi construído para comemorar atores heróicos e vítimas da guerra que conduziu ao estado-nação moderno.  O museu também tem o objetivo de educar as gerações futuras, coletando, preservando e exibindo várias relíquias e registros históricos relacionados às muitas guerras travadas no país de uma perspectiva sul-coreana. Os restos mortais dos militares de todas as patentes, generais proeminentes, equipe médica e outros não estão preservados neste memorial. Seus corpos foram sepultados no Hyeonchungwon ( Em coreano: 현충원, significando: Cemitério dos Herois da Pátria) em Dongjak-gu, Seul e na Cidade Metropolitana de Daejeon.

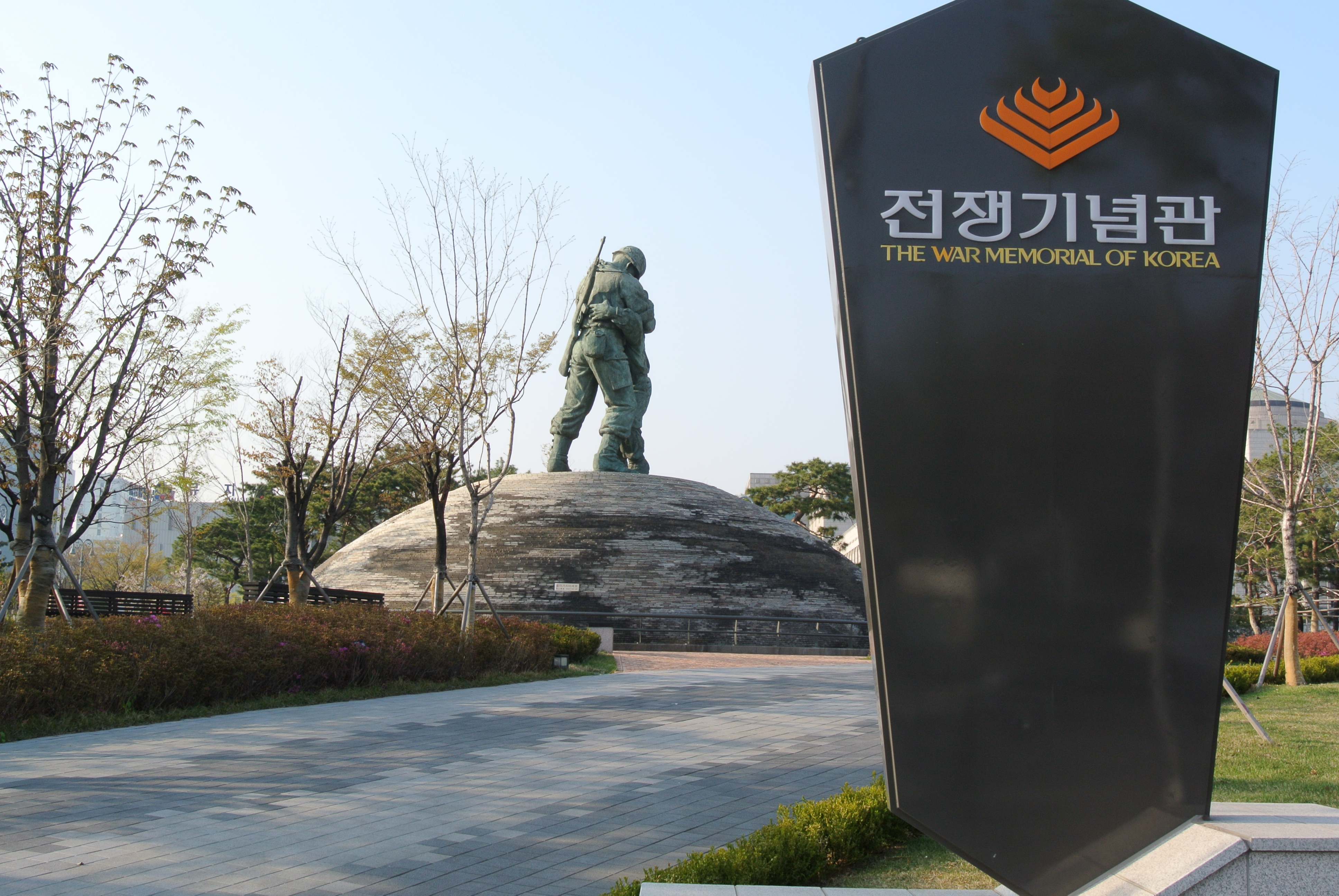
Entrada do Memorial e a Estátua dos Dois Irmãos

## Construção
A construção do Memorial de Guerra da Coreia foi concluída em dezembro de 1993. O projeto foi realizado em consulta com especialistas militares, ao coletar uma ampla gama de itens de exibição em casa e no exterior. Após a conclusão do interior, o memorial foi inaugurado oficialmente em 10 de junho de 1994 e se tornou um expoente do gênero no mundo.

## Organização
A exposição interna inclui ao todo seis salas. A primeira é um Memorial Hall, que presta homenagem a todos aqueles que lutaram nas guerras coreanas e perderam a vida.
A próxima sala é a Sala de Guerra, com armas coreanas desde a era do Paleolítico, armaduras e capacetes usados em diferentes períodos, além de espadas e outras armas coreanas usadas ao longo dos séculos.
Também dentro de casa há uma exposição inteira dedicada apenas à Guerra da Coreia da década de 1950. Começando com a invasão surpresa da Coreia do Norte à Coreia do Sul em 25 de junho de 1950, este salão descreve todos os aspectos da guerra, como o papel das Nações Unidas e como era a vida de coreanos em tempos de guerra.
Aqui você experimenta a Sala de Experiência de Combate assustadoramente realista, uma recriação de uma batalha noturna coreana cheia de efeitos especiais, vídeo, som, fumaça de cânone e cheiro de pólvora. Apenas a reencenação dessas batalhas induz uma sensação de horror, deixando você com uma sensação de como deve ter sido a experiência de combate real.
Outras salas incluem a sala das Forças Expedicionárias, um testemunho das expedições da Coreia para o exterior em todo o mundo, e a sala das Forças Armadas da ROK, que mostra a história e as mudanças do exército da Coreia do Sul através de uniformes e táticas de armas ao longo dos anos.
Na sala da indústria de defesa, você pode ter uma visão detalhada do equipamento que atualmente protege a Coreia do Sul, de máscaras de gás a aeronaves. Mas se você realmente quer ver algumas máquinas incríveis de perto e pessoalmente, vá para a Exposição ao ar livre.
A Exposição ao ar livre apresenta tanques, veículos, submarinos, aeronaves e artilharia restaurados usados na Segunda Guerra Mundial, nas Guerras da Coreia e do Vietnã, portanto é possível aos visitantes subir nos aviões e aeronaves e tirar fotos no local.

## Informação complementar
A entrada para o museu é gratuita. O seu endereço é: 8 YongSan-dong 1 (il) ga YongSan-Gu.
1. ↑  Welle (www.dw.com), Deutsche. «"Guerra esquecida" da Coreia chegava ao fim 60 anos atrás | DW | 27.07.2013». Consultado em 9 de abril de 2020
2. ↑  «The War Memorial Of Korea»
3. ↑  CNN, By Tey-Marie Astudillo. «Seoul's best museums: 6 you'll want to see» (em inglês). Consultado em 8 de abril de 2020
4. ↑  «War Memorial of Korea | Seoul, South Korea Attractions» (em inglês)